# Distretto di Sai Ngam
Il distretto di Sai Ngam (in thailandese: ไทรงาม) è un distretto (amphoe) della Thailandia, situato nella provincia di Kamphaeng Phet.